# Еутерпа
Еутерпа — максі-сингл/спліт гурту «Скрябін» та проєкту «Еутерпа». До платівки ввійшли три пісні власне проєкту «Еутерпа» і три композиції, які пізніше увійдуть до альбому Стриптиз.

## Про альбом
Разом зі співаками Андрієм Підлужним, Тарасом Чубаєм та Юлією Лорд «Скрябін» у 1999 році реалізував етно-проєкт «Еутерпа» — синтез прадавнього автентичного фольклору, що був зібраний Ольгою Кузьменко (матір'ю Андрія Кузьменка) на теренах Яворівщини, та сучасних технологій — згодом три пісні вийшли в Канаді на компакт-синглі. Незважаючи на унікальність і оригінальність, в альбому майже не було комерційного інтересу у видавців. Група їздила на концерти до Канади з метою розкрути себе і альбом, а в Україні «Еутерпа» відразу «заморозилась». Перші дві композиції «Я садойком походжаю» («Чи тобі не жаль») та «Марисуня» це яворівські народні пісні, «Колискова мої мами» — бойківська, із Старосамбірщини, з Тисовиці. Ще одна пісня проєкту, «Поточу я вінойка» лишилася позаальбомною. За словами Андрія Кузьменка: «Ми виконуємо пісні, яким понад 300 років і які знали ще донедавна 2–3 людини у світі. … Це абсолютно автентичні пісні. Ми навіть не міняли текст. В одній пісні, правда, ми дописали один куплет, тому що бабка його забула.»

## Список композицій
1. Чи тобі не жаль — 03:44
2. Марисуня — 04:04
3. Колискова мої мами — 04:02
4. Стриптиз — 03:46
5. Її очі міняли колір — 03:41
6. Мій брудний космос — 03:51

Тривалість: 00:23:08